# Langenhart TG
| TG ist das Kürzel für den Kanton Thurgau in der Schweiz. Es wird verwendet, um Verwechslungen mit anderen Einträgen des Namens Langenhart zu vermeiden. |

Langenhart ist eine ehemalige Ortsgemeinde und eine Siedlung der Gemeinde Müllheim im Bezirk Frauenfeld des Kantons Thurgau in der Schweiz.
Die bis 1967 zur damaligen Munizipalgemeinde Müllheim gehörende Ortsgemeinde Langenhart fusionierte am 1. Januar 1967 zur Einheitsgemeinde Müllheim.

## Geographie
Langenhart mit den Ortsteilen Ober- und Unter-Langenhart liegt nordwestlich von Wigoltingen. Bis zu seinem Abgang nach 1870 gehörte auch der bäuerliche Weiler Gschmell zur Ortsgemeinde Langenhart.

## Geschichte

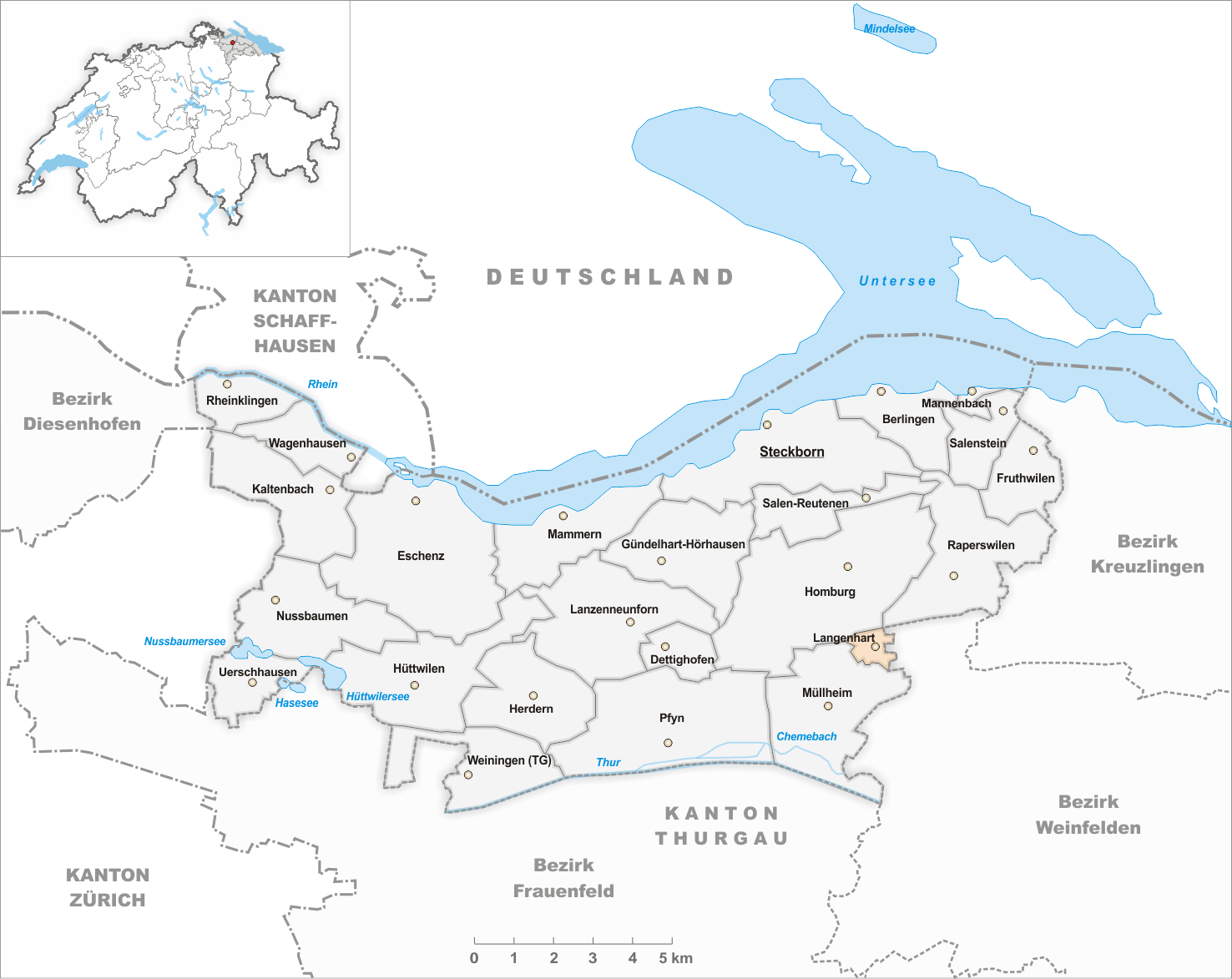
Gemeindestand vor der Fusion am Jahr 1967

Der Ort wurde 1264 als Langenhart erstmals erwähnt. Das Domkapitel Konstanz besass im Hochmittelalter Güter in Langenhart, die 1271 an das Konstanzer Stift St. Johann übergingen. Langenhart gehörte 1460 bis 1798 zu den sogenannten Hohen Gerichten, in denen der eidgenössische Landvogt sowohl Hoch- wie Niedergericht innehatte.
Die Katholiken besuchten 1529 bis 1885 die Kirche Wigoltingen und diejenigen von Gschmell bis 1870 die Kirche Homburg – dann waren sie nach Müllheim kirchgenössig. 1761 wies die Müllheimer Kirchenordnung den Reformierten von Langenhart die hinteren Bänke zu.
Die ehemalige Gemeinde ist auch Anfang des 21. Jahrhunderts von Obst- und Wiesenbau geprägt; Weinbau erfolgte bis um 1900. Ausserdem wurden Waldwirtschaft und ab 1985 auch Schweinezucht betrieben. Im 19. Jahrhundert siedelten sich ein Leinenweber und 1862 ein Schuster an. Langenhart war lange die kleinste thurgauische Ortsgemeinde.

## Bevölkerung
| Jahr         | 1831  | 1850  | 1900  | 1950  | 1990  | 2000  | 2010  | 2018  |
| Ortsgemeinde | 126   | 90    | 67    | 55    | 36    |       |       |       |
| Ortschaft    |       |       |       |       |       | 54    | 61    | 58    |
| Quelle       | [ 3 ] | [ 3 ] | [ 3 ] | [ 3 ] | [ 3 ] | [ 4 ] | [ 5 ] | [ 2 ] |